# Ahora (periódico)
Ahora es un periódico gratuito madrileño ya desaparecido.[cita requerida] Comenzó su publicación el día 18 de abril de 2005. Editado por la empresa Ahora Comunicación Siglo XXI; es el primer diario de esta clase de distribución vespertina. Su director es el periodista Joaquín Vila, exdirector del diario La Razón, y cuenta entre sus colaboradores con Rafael Ansón, Alfredo Urdaci, Román Cendoya, Antonio García-Trevijano, Miguel Platón y Manuel Pimentel.
Con una tirada de unos 200.000 ejemplares, fue el primer periódico español en formato papel que dio la noticia de la elección del cardenal Ratzinger como nuevo papa Benedicto XVI.
En su ideario se autocalifica como «periódico de inspiración cristiana». Sus promotores anunciaron que el diario sería «derechista en su línea editorial pero plural en las firmas».
Apenas tres meses después de su primera edición, la publicación quedó interrumpida durante tres meses. Se reanudó en octubre del mismo año, coincidiendo con el Día de Internet, con una nueva línea editorial menos orientada a la actualidad política y a los artículos de opinión y más centrada en la actualidad ciudadana.